# Rappi Rangai
Rappi Rangai (乱飛乱外) est un manga japonais de Tanaka Hosana en 9 volumes publié par Kōdansha. Le manga est disponible en France aux éditions Pika Édition depuis le 3 octobre 2012.

## Synopsis
L'histoire tourne autour d'un garçon nommé Raizo Katana. Il vivait dans un village où les villageois le méprisaient car il a une corne sur la tête. Quand il rencontre Kagari et Kisarabi (un groupe de kunoichi), il découvre qu'il est l'héritier illégitime d'un ancien clan nommé Katana et doit rétablir l'honneur de sa famille. Ils ont prévu de gagner du prestige en épousant une princesse d'une autre famille et emprunter leurs puissances (politiques et militaires). Tout au long de la série, Raizo gagne le cœur de plusieurs princesse, mais s'enfuit en raison d'un malentendu. Un clan nommé Kabuki tente également de contrôler d'autres familles, mais échouent lorsque Raizo intervient, ce qui provoque la colère de Seikan Kabuki, leader du clan Kabuki, envers Raizo.

## Personnages
- Raizo Katana, personnage principal, il a une corne sur le front, ce qui lui a valu les brimades de villageois par le passé, il se révèle être le descendant d'un clan disparu de puissant guerriers, les Katana, à l'arrivée des kunoichi, il partira en quête pour redonner la splendeur à laquelle son clan aspire.
- Kagari, kunoichi chargé de la protection de Raizou, elle est amoureuse de ce dernier, elle possède une technique de combat unique, le Shingaitou, qui permet de renforcer les capacités de l'utilisateur au-delà du maximum du moment que la personne qu'on aime nous regarde.
- Kisarabi, kunoichi chargé de la protection de Raizou, elle utilise une arme à feu de longue portée, elle est très douée pour établir des stratégies, c'est le cerveau pensant de l’équipe.
- Himemaru, kunoichi chargé de la protection de Raizou, elle utilise des fils pour ligoter ces adversaires en guise d'arme, bien qu'on le considère comme une kunoichi, c'est en fait, un homme.
- Seikan Kabuki, ennemi principal de l'histoire, il contrôle de jeunes filles grâce à son sang, il se voit contrer dans ses tentatives par Raizou. Il est fasciné par le pouvoir de Kagari et veut "l'ajouter à sa collection".
- Mizuchi, kunoichi chargé de la protection de Raizou, pourtant elle rejoint le clan de Seikan pour l'argent dont elle est obsédée, c'est la sœur de Kagari et cherche à la rallier à sa cause sans pour autant tuer Raizou.